# モーリタニアの経済
モーリタニアの経済（モーリタニアのけいざい、アラビア語: اقتصاد موريتانيا、フランス語: Économie de la Mauritanie）では、モーリタニアの国民経済について記す。

## 概要
国民の3割が貧困線以下の生活をしている貧しい国であり、2005年と2008年にクーデターが発生するなど、不安定な政情が経済成長の足枷になっている。モーリタニアの労働人口のおよそ半数は農業と畜産業に従事しているが、砂漠気候による旱魃や害虫の被害により、生産性は低い。鉱業（鉄鉱石、石油）と水産業（タコとイカ）への依存度が高く、産業の多様化が課題となっている。公共部門を含むサービス業も国内経済における重要な位置を占める。

## 産業

### 農林水産業
労働人口のおよそ半数は農業と畜産業に従事しているが、モーリタニアの国土の3分の2はサハラ砂漠にあり、可耕地は国土の約1%に過ぎない。そのため農業は振るわず、食料のおよそ7割を輸入に頼る。わずかな農業も旱魃や害虫（バッタ）に大きく影響され、飢饉が発生する年も多い。このように劣悪な農業環境から、1970年代から1980年代にかけて、農業を捨てて都市部に流入する人々が増加した。
主な農産物としてはコメやモロコシが栽培されており、畜産ではウシやヒツジが飼われている。また、2007年時点でラクダの飼育数が世界4位の160万頭に達しており、世界シェアの7.3%を占める。
モーリタニアは大西洋に面した好漁場を持っており、水産業は経済の重要部門となっている。2005年時点で総輸出額の23.6%をタコやイカなどの魚介類が占める。しかしこの貴重な外貨獲得源も、外国船による乱獲により脅かされている。

### 鉱業
鉱業はモーリタニアの基幹産業である。内陸のフデリックで産出される鉄鉱石はモーリタニアの最大の輸出品であり、2005年時点で総輸出額の68.6%を占める。この鉄鉱石はズエラットまで運ばれ、ヌアディブの港までモーリタニア鉄道によって輸送される。この他、金や銅も採掘されている。2006年時点での鉄鉱石産出量は725万トンにのぼる。
2001年、オーストラリアのウッドサイド石油社によりヌアクショットの沖合いに油田が発見され、2006年2月に石油生産が開始された。これにより、低迷するモーリタニア経済にも明るい兆しが見えている。

### 運輸業
運輸業は西サハラとの国境を沿うモーリタニア鉄道が鉄鉱石輸送の大動脈となっている。道路の総延長は1万1,066kmにおよぶが、うち舗装されている道路は2,966kmに限られる。主な港湾施設はヌアクショットとヌアディブにあり、1986年にはモーリタニアで初めての深水港がヌアクショットに造られた。
空港は2009年時点で全土に27あるが、うち舗装された空港は9つである。ヌアクショット国際空港はフランスや他のアフリカ諸国と結ばれている。

### 観光業
観光業は未発達で、2002年時点での年間観光客数は3万人に過ぎない。しかし内陸のシンゲッティなどの古いクスールは世界遺産として登録されており、モーリタニア政府は国立観光局（ONT）を設立するなど、観光客招致に向けた政策が続けられている。

## 国際経済におけるモーリタニア
国際連合が指定する開発途上国のうち、とりわけ発展の度合いが低い後発開発途上国（LDC）の認定を受けている。また、経済政策の失敗によって対外債務が膨らみ、2000年2月には国際通貨基金（IMF）および世界銀行により重債務貧困国（HIPC）に指定された。
モーリタニアは1960年にフランスから独立し、他の西アフリカ諸国との共通通貨CFAフランを使用していたが、1973年4月にCFAフラン圏から離脱。新たに独自通貨ウギアを導入した。2000年12月には、通貨統合等に反発して西アフリカ諸国経済共同体（ECOWAS）からも脱退している。一方、1995年5月31日には世界貿易機関（WTO）への加盟を果たした。

## 画像

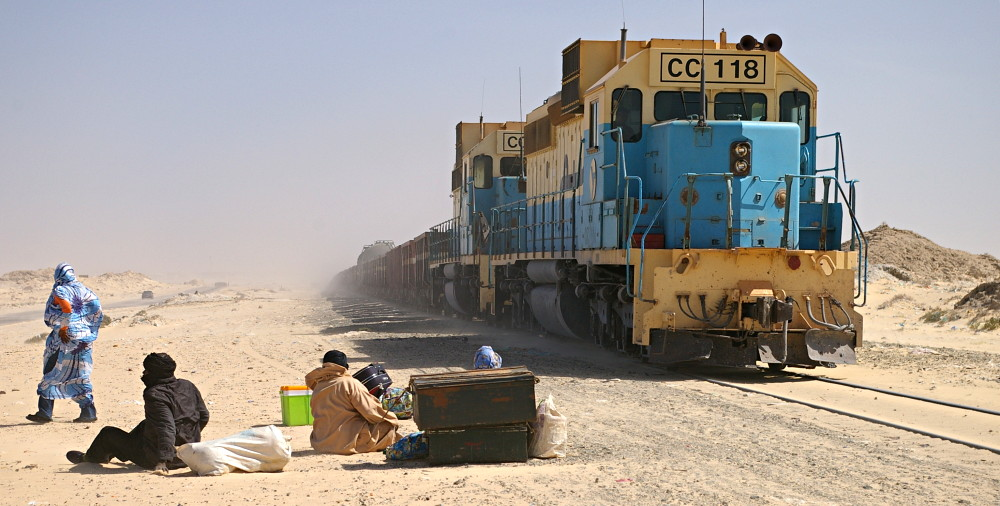
モーリタニア鉄道
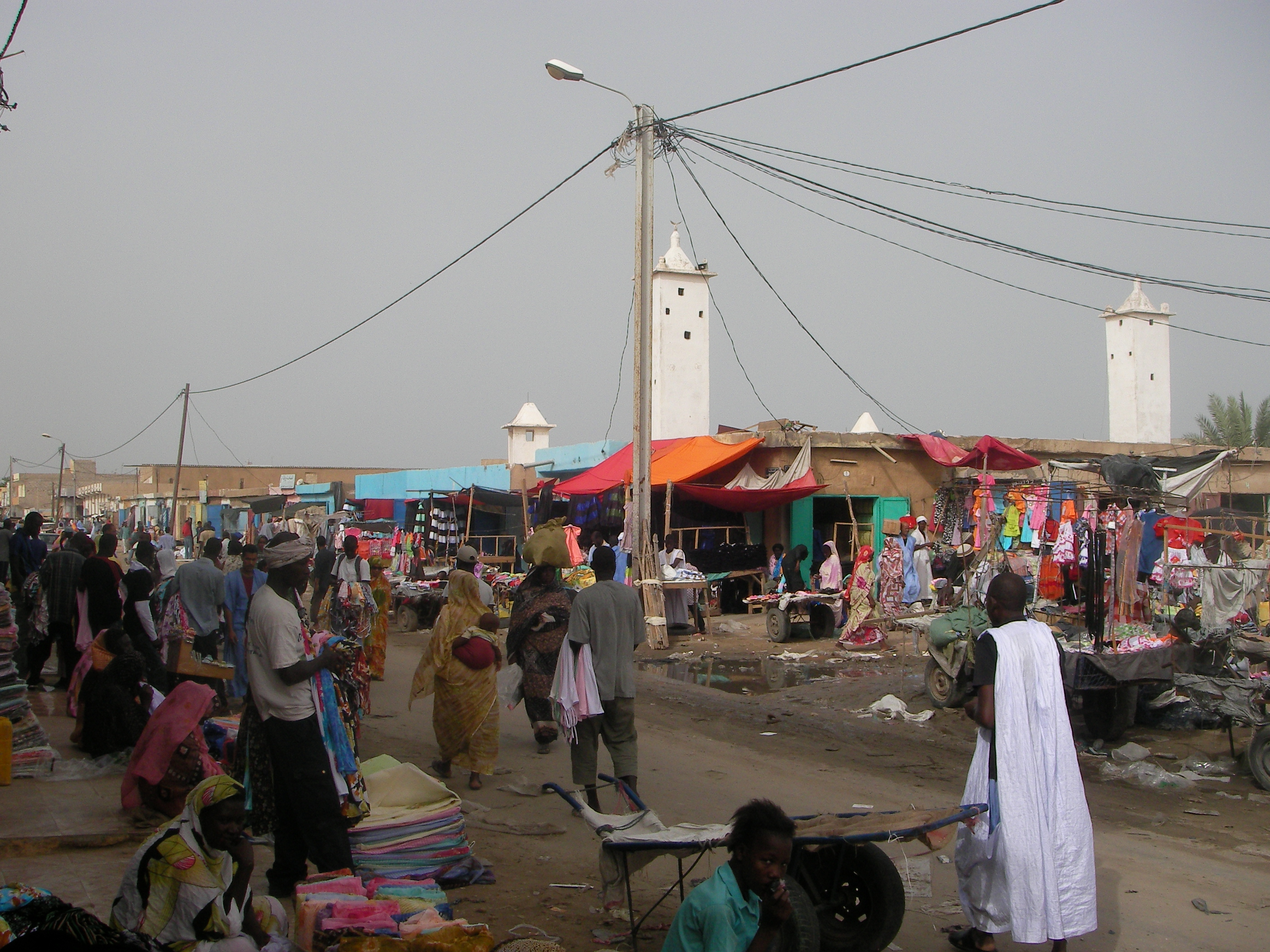
ヌアクショットの市場
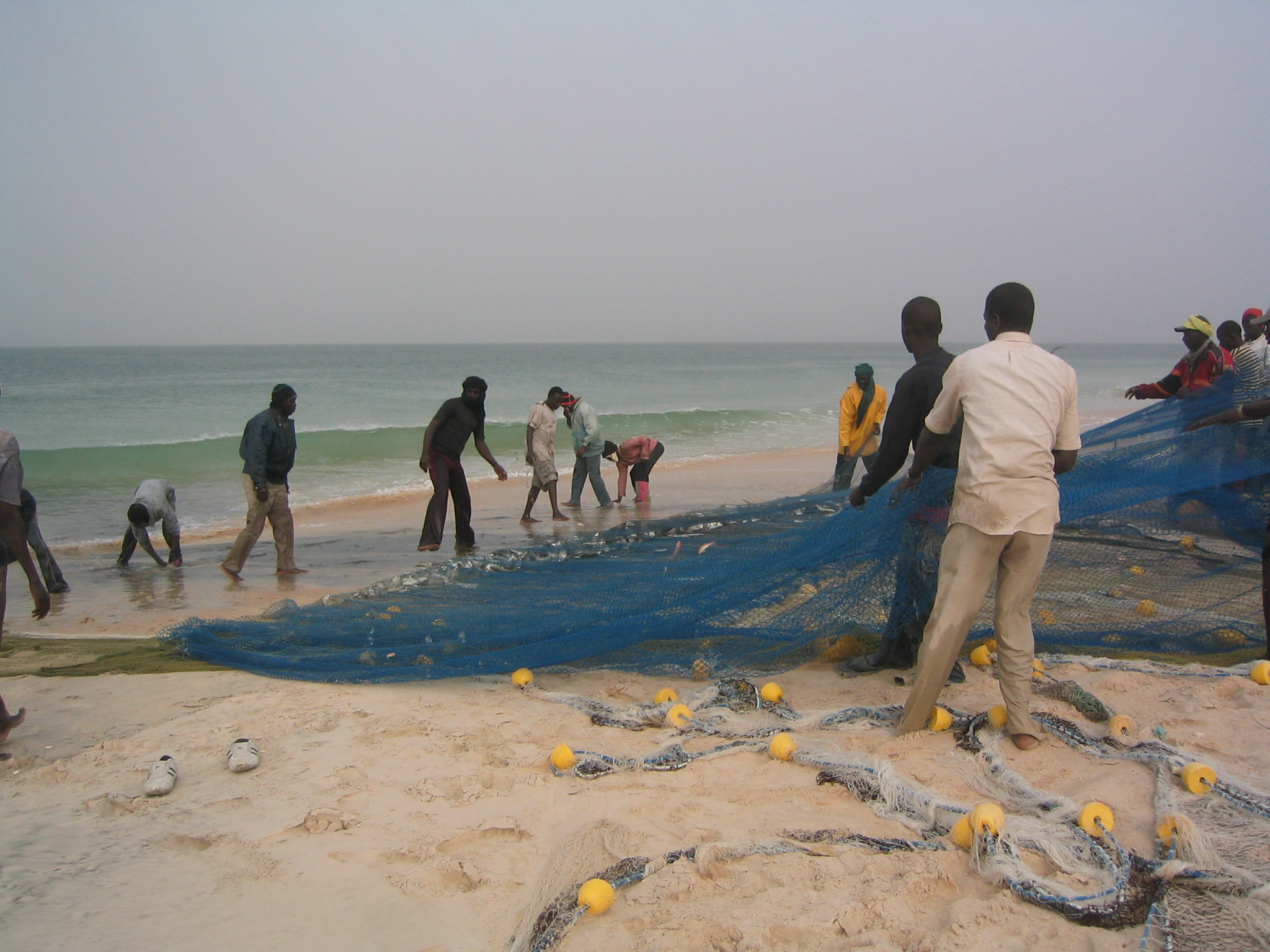
ヌアクショットでの漁
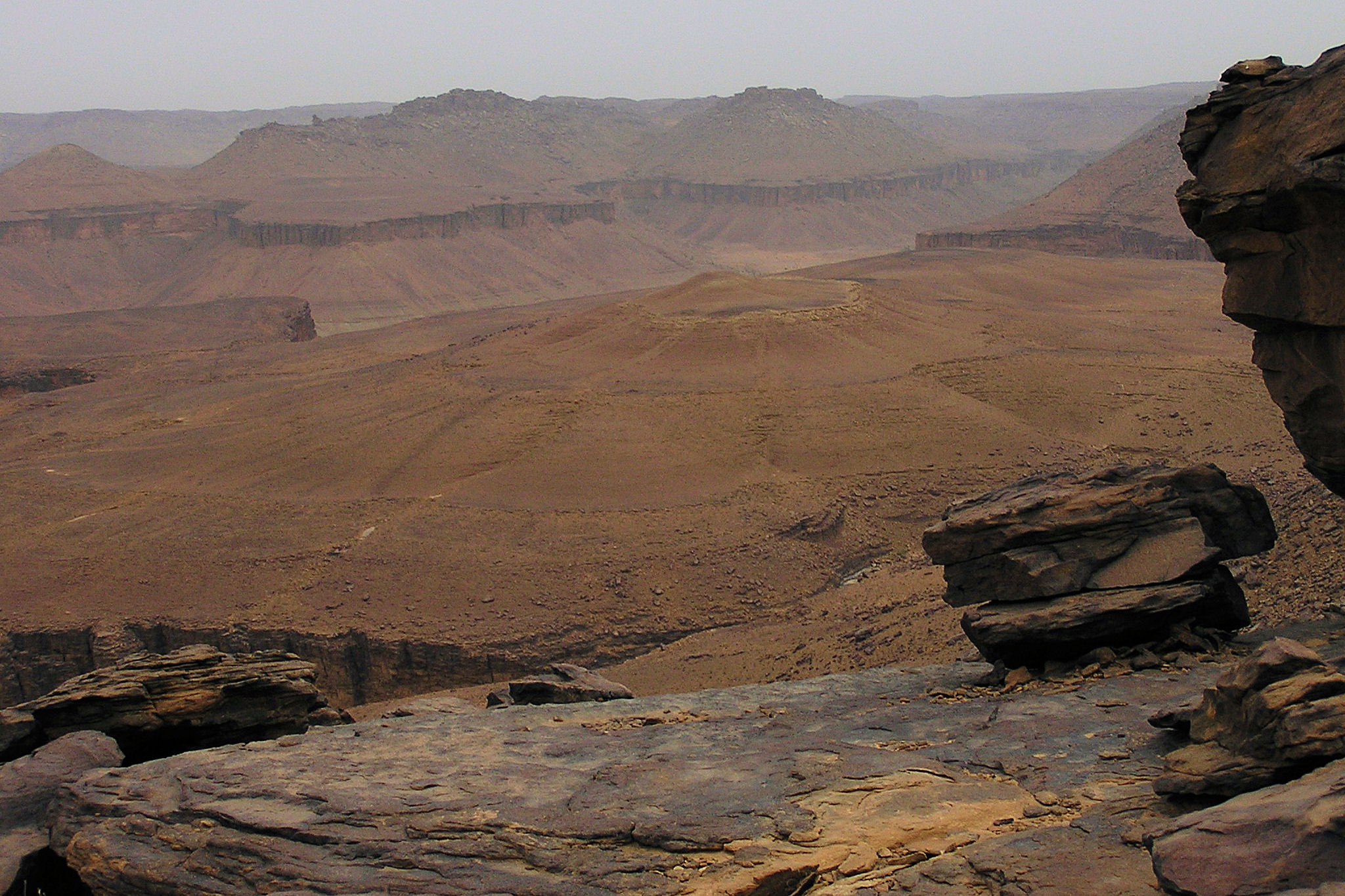
アドラル州の荒涼とした砂漠